# Expédition antarctique japonaise
Cet article fait partie d'un « bon thème » labellisé en 2011.
Cet article concerne l'expédition de 1910-1912. Pour les expéditions postérieures, voir Japanese Antarctic Research Expedition.
Caractéristiques
L’expédition antarctique japonaise ( japonais : 日本の南極観測) ou expédition Shirase est la première expédition japonaise en Antarctique. Réalisée à bord du navire Kainan Maru entre le 1er décembre 1910 et le 20 juin 1912, c'est aussi la première expédition de ce type par une nation non européenne. Elle est concomitante avec deux grandes expéditions antarctiques de l'âge héroïque de l'exploration en Antarctique menées respectivement par Roald Amundsen (expédition Amundsen) et Robert Falcon Scott (expédition Terra Nova), et est donc relativement « oubliée » dans l'histoire polaire. Après l'échec d'un accostage sur le continent antarctique lors de sa première saison, l'objectif initial de l'expédition japonaise d'atteindre le pôle Sud est remplacé par des objectifs moins ambitieux, et après une deuxième saison plus réussie, elle revient au Japon, sans aucune perte de vie.
Imaginée par un lieutenant de réserve de l'armée impériale, Shirase Nobu, l'expédition est financée sur fonds privés. Le navire quitte le Japon en novembre 1910 et, après l'échec de sa première saison, est contraint de passer l'hiver 1911 en Australie. Au cours de la deuxième saison en Antarctique, aucune découverte scientifique ou géographique majeure n'est faite, mais des réalisations importantes peuvent être revendiquées. Celles-ci comprennent le premier débarquement sur la côte de la terre du Roi-Édouard-VII, le voyage en traîneau le plus rapide enregistré à l'époque et un point le plus à l'est le long de la côte antarctique atteint à cette date par un navire. Lors de l'expédition, un groupe d'hommes est le quatrième à franchir la barre symbolique du 80e parallèle sud.
À leur retour, Shirase et son équipe sont accueillis en héros, mais l'intérêt s'éteint rapidement et Shirase est accablé par les dettes d'expédition qu'il mettra des années à effacer. En dehors du Japon, l'expédition est généralement ignorée. Ce n'est que plusieurs années après la mort de Shirase, en 1946, que les Japonais commencent à l'honorer ainsi que ses réalisations. À partir de 2011, la traduction d'une traduction en anglais du récit de Shirase révèle l'histoire de l'expédition à un public plus large.
Cette première expédition japonaise est commémorée dans les noms de plusieurs caractéristiques géographiques de l'Antarctique.

## Contexte

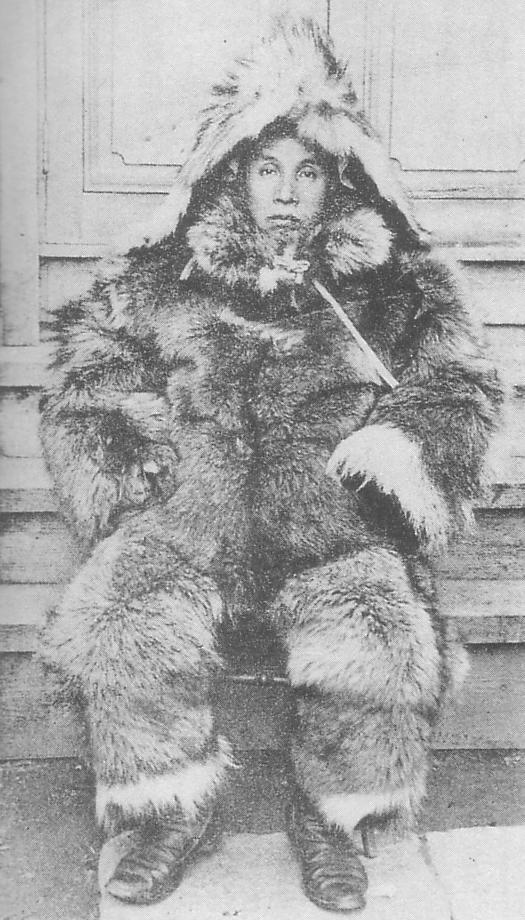
Shirase Nobu, commandant de l'expédition, habillé pour le froid polaire.

La lente sortie de l'isolement du Japon, après la chute du shogunat Tokugawa en 1868, tient le pays largement à l'écart de l'intérêt international croissant pour l'exploration polaire qui s'intensifie à la fin du XIXe siècle et au début du XXe siècle,,. Cependant, l'idée intrigue et devient une obsession pour un officier de réserve de l'armée impériale, le lieutenant Shirase Nobu,, qui, inspiré par les récits qui lui sont parvenus d'explorateurs européens tels que John Franklin, nourrit le désir d'imiter ses héros et d'explorer l'Arctique,,.
En 1893, en guise de préparation, Shirase rejoint une équipe d'exploration des îles Chishima (îles Kouriles), dirigée par Meiji Gohji. Cette expédition est un désastre dont Shirase est en 1895 est l'un des rares survivants, car la plupart des hommes succombent à la famine ou au scorbut,. La dureté de cette expérience ne diminue toutefois pas les ambitions arctiques de Shirase. Il rêve de conquérir le pôle Nord jusqu'à ce qu'en 1909, il apprenne que deux rivaux américains, Frederick Cook et Robert Peary, prétendent chacun, séparément, avoir atteint cette marque. Shirase change alors ses plans pour viser le pôle Sud qui lui reste encore « invaincu »,.

## Préparations
Shirase sait que d'autres nations développent des plans similaires. S'il veut avoir le moindre espoir de succès, il doit donc agir rapidement. Au début de l'année 1910, il présente ses plans au gouvernement, déclarant que, dans les trois ans, il hisserait le drapeau japonais au pôle Sud. Il ajoute que son expédition ferait également avancer la cause de la science : « les puissances du monde ridiculisent l'empire du Japon, disant que nous, les Japonais, sommes des barbares qui sont forts et courageux dans la guerre, mais lâches quand il s'agit du domaine de science. Pour le bushido (l'honneur), nous devons corriger cette situation regrettable ».
La réponse du gouvernement est mitigée : ce dernier accepte une contribution financière et l'éventuel prêt d'un navire, mais le parlement ne débloque finalement pas les fonds,. Les sociétés savantes se désintéressent du sujet car Shirase n'est ni un érudit ni un scientifique, et ses plans, malgré ses déclarations contraires, sont davantage axés sur l'aventure que sur la science. Même la Société géographique de Tokyo lui refuse son soutien. Au milieu de l'indifférence du public et de la dérision de la presse,,, Shirase obtient toutefois le soutien d'Ōkuma Shigenobu, l'ancien Premier ministre, une figure de grand prestige et d'influence, et l'appui d'une partie de l'establishment japonais. Okuma forme et préside une association de soutien et le public, sensibilisé, commence à contribuer, principalement en petites quantités. Shirase obtient également un soutien important de l'un des principaux journaux japonais, l'Asahi shinbun. L'expédition Shirase, sans soutien financier de l'État nippon, se retrouve donc financée sur fonds privés. Malgré cela, la communauté scientifique nationale reste à l'écart et le journal de la Société géographique de Tokyo, tout en rendant compte des expéditions d'autres pays, ignore complètement l'entreprise japonaise.
Des centaines de personnes candidatent pour rejoindre l'expédition, mais aucune n'a d'expérience polaire et un seul, Terutaro Takeda, a les prétentions d'une formation scientifique : c'est un ancien instituteur qui a également été assistant d'un professeur. En l'absence d'une équipe scientifique appropriée, Shirase doit réduire son programme scientifique et se concentrer sur la conquête du pôle.
Parmi le personnel sélectionné figurent deux Aïnous des îles de l'extrême nord du Japon, choisis pour leurs compétences avec les chiens et les traîneaux. Les chiens seraient le principal moyen de transport dans l'Antarctique et la préférence initiale de Shirase pour les poneys de Mandchourie n'est pas pratique car le navire de l'expédition, acquis avec l'aide d'Okuna, est trop petit pour transporter des chevaux. Ce navire est le Hoko Maru, un ancien bateau de l'industrie de la pêche. Avec 30,48 mètres de longueur et enregistrant 204 tonneaux, il est beaucoup plus petit que les autres navires polaires de l'époque et par exemple fait moins d'un tiers de la taille du Terra Nova de Robert Falcon Scott,. Toutefois, il est solidement construit, avec une coque à double couche gainée d'un placage de fer et une protection supplémentaire à l'étrave. Il est gréé comme un trois-mâts goélette et sa puissance de navigation est augmentée par un petit moteur auxiliaire de 18 chevaux. À la suggestion de l'amiral Tōgō Heihachirō, il est rebaptisé Kainan Maru, ce qui signifie « Ouverture du Sud » ou « Pionnier du Sud ». Le navire est placé sous le commandement d'un marin expérimenté, le capitaine Naokichi Nomura,,.

## Expédition

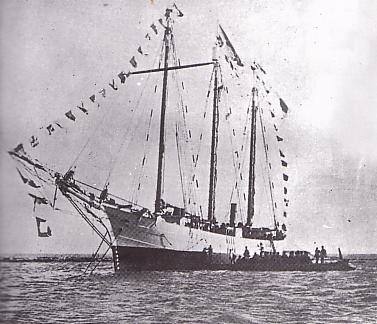
Le Kainan Maru, navire de l'expédition antarctique japonaise.

### Vers la Nouvelle-Zélande
Shirase fixe au 28 novembre 1910 sa date de départ et annonce les détails du calendrier qu'il prévoit de suivre. L'expédition se réapprovisionnerait à Wellington, en Nouvelle-Zélande, avant de se rendre en Antarctique, où elle établirait ses quartiers d'hiver. Puis, « le 15 septembre, à la fin de l'hiver, le groupe se rendra au pôle [Sud] », avant de regagner la base à la fin février 1912. En réalité, cette date est bien trop tardive dans la saison australe pour que ce programme soit viable, mais cela n'est pas encore évident pour Shirase ou ses soutiens.
Le jour du départ, une grande foule est rassemblée pour voir l'expédition partir. Dans son récit au Geographical Journal, Ivar Hamre décrit une occasion de gala, avec notamment des drapeaux, tandis que d'autres parlent de fanfares, de discours et d'environ 50 000 personnes présentes,. L'événement s'avère décevant car le Kainan Maru n'est pas prêt à naviguer ce jour-là. Lorsqu'il quitte Tokyo, le lendemain, seuls quelques personnes sont présentes pour le voir vraiment partir. C'est « [l']adieu [le] plus lamentable jamais accordé à un explorateur polaire » selon Shirase. Après la finalisation de l'arrimage de la cargaison à Tateyama, le navire quitte finalement le Japon le 1er décembre, transportant 27 hommes et 28 chiens de Sibérie, tout en laissant derrière lui une dette qui augmentera considérablement au cours de l'expédition et accablera Shirase pendant de nombreuses années. Par un temps généralement mauvais, le Kainan Maru lutte dans sa navigation vers le sud,, traversant l'équateur le 29 décembre, et arrivant à Wellington le 7 février 1911 sous la tempête et à l'improviste. Beaucoup de chiens sont morts en cours de route,,. Les deux autres expéditions européennes contemporaines au pôle Sud, dirigées respectivement par Scott et Amundsen, sont à cette époque déjà bien établies dans leurs bases antarctiques,.
Les premières réactions à Wellington à cette arrivée tardive inattendue vont de l'amusement à la méfiance. De nombreux Néo-Zélandais ont du mal à accepter qu'il s'agisse d'une véritable expédition polaire, compte tenu du retard de la saison, de l'apparence atypique du navire, de l'équipement et de la nourriture jugés inadaptés, et du manque apparent de cartes de navigation. Tandis que certains les soupçonnent de faire partie d'un plan japonais visant à étendre son influence vers le sud, le New Zealand Times se moque de l'équipage comme « des gorilles naviguant dans un misérable baleinier », une remarque qui offense profondément Shirase.

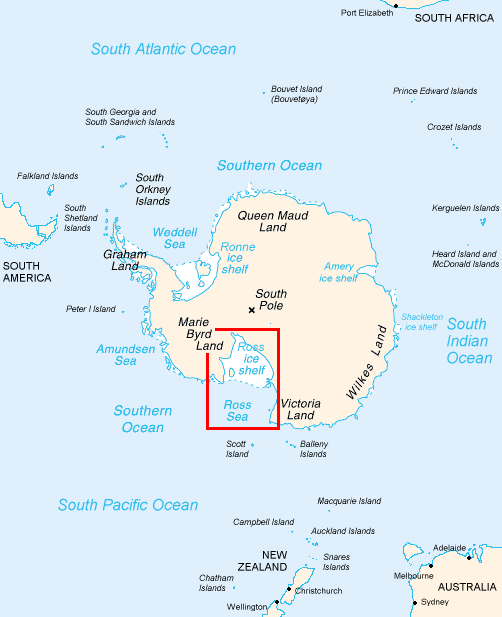
Carte de l'Antarctique avec encadré en rouge la zone d'action de l'expédition. Wellington (Nouvelle-Zélande) et Sydney (Australie) sont également visibles.

Pendant les quelques jours passés dans le port, l'équipage parcourt la ville à la recherche d'informations sur l'état des glaces plus au sud. Plus particulièrement, ils recherchent des cartes à jour, car tout ce qu'ils possèdent pour la navigation au-delà du 60e parallèle sud est une photocopie à petite échelle d'une carte de l'Amirauté britannique marquant la route de l'explorateur Ernest Shackleton en 1907 à bord du Nimrod lors de l'expédition du même nom. Au moment où ils sont prêts à partir, ils avaient gagné le respect du public néo-zélandais : le Lyttelton Times (en) (Lyttelton) offrant avec sympathie « le dernier [au revoir] au petit groupe courageux d'explorateurs d'Extrême-Orient ». The Press (Christchurch) estime elle qu'ils « fonctionnaient bien […] avec […] détermination et […] audace ».

### Première saison en Antarctique
En quittant Wellington le 11 février, le Kainan Maru se heurte rapidement à une mer agitée, avec des vagues parmi les plus grosses que le capitaine Namora ait jamais rencontrées. Le 17 février, par temps plus calme, l'équipage capture son premier manchot, lequel fait objet d'une grande curiosité : « il marchait debout […] comme un gentleman en pardessus ». Le 26 février, le premier iceberg est aperçu, après quoi le navire est entouré de glace de toutes sortes, d'un pack léger à d'énormes blocs. Le 1er mars, le ciel produit une aurore brillante,.
Le 6 mars 1911, l'équipage aperçoit des terres lointaines, à environ 65 kilomètres au sud-est : les sommets de la chaîne de l'Amirauté en terre Victoria,. Au fur et à mesure qu'ils se rapprochent, les espoirs d'un débarquement à terre augmentent mais les conditions de glace rendent impossible l'approche du rivage,. Le navire navigue, passant les îles Possession et vers l'île Coulman où les conditions de glace sont encore pires,. Pour leur plus grand inconfort, la proximité avec le pôle Sud magnétique provoque de violentes perturbations de l'aiguille de la boussole,.
Les conséquences de leur départ tardif deviennent maintenant évidentes, et avec le début de l'hiver, la mer commence à geler autour des Japonais. La glace « a pris la forme de petites feuilles de lotus, qui […] se sont progressivement étendues sur la mer pour couvrir toute la surface ». Les petites feuilles se transforment en grands disques de quatre mètres de diamètre, à travers lesquels le Kainan Maru tente de se frayer un passage : « [les craquements] […] à chaque fois que nous brisions une banquise n'étaient pas du tout agréables » note Shirase. Le 12 mars, lorsque la position du navire est de74° 16′ S, 172° 07′ E, il est arrêté par de la glace épaisse. Aller plus au sud n'est plus possible et le navire risque d'être piégé, alors que la survie du navire lors d'un hivernage et d'une dérive subséquente est peu probable,,. Dans des conditions difficiles et dangereuses, le matelotage habile de Nomura permet de mettre cap vers le nord, et les Japonais parviennent échapper au danger,. Le Kainan Maru se rend ensuite à Sydney, en Australie, pour passer l'hiver austral et se préparer pour une seconde saison,,. Sur 28 chiens qui ont quitté le Japon, seuls douze atteignent la Nouvelle-Zélande vivants, et alors qu'ils partent pour Sydney, il ne reste qu'un seul d'entre eux. En effet, de mauvaises conditions, combinées à une infection par le ténia, se sont avérées fatales pour les autres. Après avoir enduré un autre passage climatique très difficile, le navire atteint le port australien le 1er mai,.

### Hivernage à Sydney
L'accueil initial à Sydney est froid, voire hostile,, avec des railleries de la presse locale. La tension augmente à la suite des récentes victoires militaires du Japon en Russie et en Chine, et comme en Nouvelle-Zélande, il y a une suspicion considérable quant au véritable objectif de l'expédition,,. Un journal exige leur expulsion immédiate et fustige la « lenteur » du gouvernement à ne pas prendre de mesures immédiates. Cependant, Shirase et son équipe trouvent le soutien d'un riche résident de la banlieue huppée de Vaucluse, qui leur permet d'installer leur camp dans un coin de ses terres à Parsley Bay,,. Pendant ce temps, le Kainan Maru est emmené au Jubilee Dock, pour des réparations et un réaménagement intérieur. Nomura et un autre membre de l'expédition, Keiichi Tada, retournent au Japon pour rendre compte de la situation et chercher un financement supplémentaire pour une nouvelle tentative la saison suivante,,.

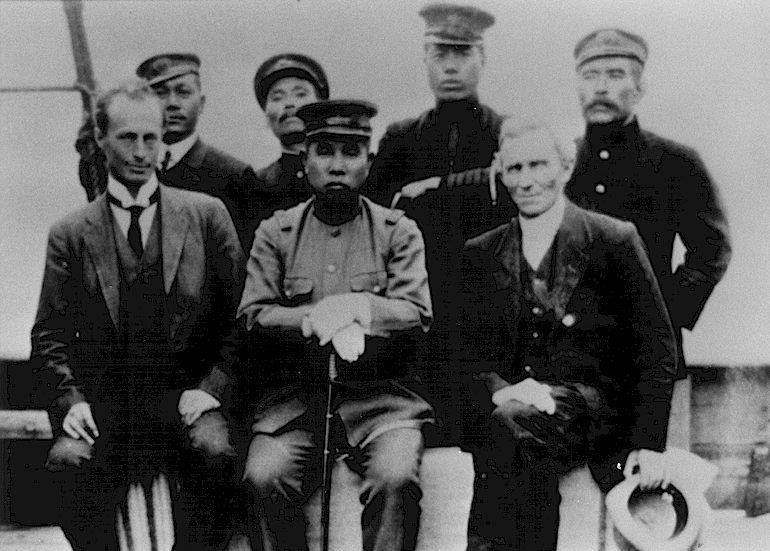
Photographie à Sydney en 1911. Au premier rang se trouvent Douglas Mawson, Shirase Nobu et Edgeworth David.

L'expédition trouve un autre soutien influent, en la personne d'Edgeworth David, professeur de géologie à l'université de Sydney,. David est un vétéran de l'Antarctique, étant allé avec Shackleton lors de l'expédition Nimrod et faisant partie des trois personnes qui avaient découvert l'emplacement du pôle Sud magnétique,. Il considère l'expédition japonaise comme « authentique » et seul leur départ tardif, d'après lui, les avait forcés à chercher refuge en Australie. David noue une amitié étroite avec Shirase, avec qui il partage ses connaissances et son expérience des conditions antarctiques. Il agit comme agent de liaison entre l'expédition et les autorités locales et les entreprises, et grâce à son plaidoyer, l'attitude des Australiens envers leurs visiteurs s'améliore,.
À Parsley Bay, les premiers soupçons évaporés, un grand nombre de visiteurs viennent voir le camp et se faire prendre en photographie avec Shirase et les autres membres de l'équipe. Un membre de l'expédition décrit le camp en termes idylliques : « entouré de vieux arbres denses et envahis par la végétation […] goyave, rince-bouteille, chêne vert et pin […] debout sur le terrain qui s'élève derrière le campement, vous pouvez contempler la colline ou tourner regarder la mer en contrebas […] comme un paysage qui prend vie ». Le 22 juin, le camp est décoré de drapeaux pour marquer le couronnement du roi George V et les visiteurs sont divertis par des démonstrations d'arts martiaux traditionnels. Néanmoins, la vie pendant les longs mois d'hiver est généralement frugale et monotone, c'est « presque une vie de mendiant », écrit Shirase.
Après un plaidoyer réussi pour un financement supplémentaire, Nomura et Tada retournent à Sydney en octobre avec de l'argent, des provisions et un nouveau groupe de chiens. Ils amènent également deux nouveaux membres de l'expédition, un scientifique et un cadreur, remplaçant des membres originaux qui se sont retirés pour cause de maladie,,. Shirase révise maintenant les objectifs de son expédition car Scott et Amundsen, il n'a pas encore de nouvelles directes, sont selon lui trop loin devant pour que son objectif de conquérir le pôle Sud soit tenable. Au lieu de cela, décide-t-il, l'expédition japonaise se concentrerait sur des objectifs plus modestes en matière de science, d'arpentage et d'exploration dans la terre du Roi-Édouard-VII,,.
Une fois la rénovation du navire terminée et l'expédition prête à partir, Shirase et ses officiers écrivent à David pour le remercier de toute l'aide qu'il a apportée : « vous avez eu la bonté d'apposer le sceau de votre magnifique réputation sur notre bonne foi, et de traitez nous comme des frères dans le domaine de la science […] quel que soit le sort de notre entreprise, nous ne vous oublierons jamais ». Juste avant leur départ, en signe supplémentaire de sa considération, Shirase présente à David un sabre (katana) de samouraï du XVIIe siècle, un cadeau rare pour un non Japonais,. Le 19 novembre 1911, le Kainan Maru quitte le port, où contrairement à l'ambiance à leur arrivée, une foule de sympathisants est présente, ces derniers « acclamant et agitant leurs mouchoirs blancs et leurs chapeaux noirs en l'air ». Edgeworth David et d'autres soutiens les accompagnent sur la courte distance jusqu'à Shark Island.

### Seconde saison en Antarctique

Comparatif des deux autres grandes expéditions contemporaines de l'époque qui iront toutes deux au pôle Sud :
L'expédition Amundsen de Roald Amundsen (Norvège)
L'expédition Terra Nova de Robert Falcon Scott (Royaume-Uni)

Le Kainan Maru quitte Sydney par un beau temps et progresse bien vers le sud. Après avoir célébré le jour de l'an à la manière traditionnelle japonaise, le 4 janvier 1912, l'expédition atteint l'île Coulman, le point le plus avancé de la saison précédente. La mer de Ross est ouverte et le Kainan Maru se dirige rapidement vers le sud, de sorte que le 10 janvier, les hommes voit pour la première fois de la Grande barrière de glace. Apparaissant d'abord comme une petite ligne à l'horizon,, à mesure qu'ils se rapprochent, elle prend, écrit plus tard Shirase, l'apparence d'un « gigantesque serpent blanc au repos ». Le lendemain, près du bord de la barrière, le navire met cap vers l'est pour chercher un lieu d'accostage probable à proximité de la terre du Roi-Édouard-VII. Alors qu'ils naviguent au-delà de la baie des Baleines, le navire est attaqué par un groupe d'orques, qui se retire rapidement lorsqu'elles réalisent la nature de leur proie, mais pas avant d'avoir alarmé considérablement un des membres de l'équipage profondément religieux, qui prie avec ferveur tout au long de l'attaque.
Le 16 janvier, à 78°17'S, 161°50'O, le Kainan Maru tombe sur une petite crique dans le bord de la barrière, qui semble offrir un lieu d'accostage convenable. Une équipe avancée escalade la barrière pour examiner la surface et juger de son aptitude au voyage. Ils rapportent que le terrain est plein de crevasses, certaines légèrement recouvertes de glace et de neige, et que les déplacements en surface sur n'importe quelle distance sont pratiquement impossibles,,. Après avoir nommé l'entrée « baie de Kainan », ils naviguent plus au loin.
Shirase décide alors de diviser l'expédition en deux parties. Une équipe accosterait dans la baie des Baleines pour un voyage en traîneau vers le sud à travers la barrière, pendant ce temps, le Kainan Maru emmènerait une deuxième équipe sur la terre du Roi-Édouard-VII pour une exploration. Ceci décidé, le navire fait demi-tour vers l'ouest, vers la baie des baleines. En s'approchant, ils découvrent avec étonnement qu'un autre navire s'y trouve. Après une première spéculation sur des pirates, ils découvrent en s'approchant que le navire bat pavillon norvégien et se rendent compte qu'il s'agit du navire de Roald Amundsen, le Fram,,. Une épaisse glace de mer se formant dans la partie intérieure de la baie, le Kainan Maru ne peut pas s'approcher du bord de la barrière et doit donc s'amarrer à la glace à une certaine distance.
Le 17 janvier, en l'absence de Roald Amundsen alors à la conquête du pôle, deux officiers du Fram, Thorvald Nilsen et Kristian Prestrud, rendent une brève visite au navire japonais. La communication s'avère difficile, bien que les Norvégiens soient reçus avec hospitalité avec du vin et des cigares, Shirase est apparemment allé se coucher en évitant de rencontrer ces visiteurs.

### Voyage en traîneau
Le 19 janvier, les conditions de la glace de mer ayant changé, le Kainan Maru est amené près du bord de la barrière et le processus de débarquement de l'équipe à terre commence. Cela s'avère toutefois difficile et dangereux, impliquant la découpe d'un chemin de glace à travers la falaise escarpée jusqu'au sommet de la barrière pour permettre le transfert des hommes, de chiens, des provisions et des équipements,. Pendant le débarquement, Nomura rend visite au Fram et est très impressionné par ce qu'il y voit,. Les Norvégiens sont moins flatteurs dans leurs observations de l'expédition japonaise, notant en particulier la manière « barbare » dont la faune est capturée et tuée,.
Le déchargement terminé, le Kainan Maru part pour la terre du Roi-Édouard-VII, laissant sept hommes sur la barrière. Deux restent dans un camp de base pour effectuer des observations météorologiques, tandis qu'un groupe de cinq hommes marcherait vers le sud. Ces cinq hommes sont Shirase, Takeda, Miisho et les deux Aïnous, des mushers. L'objectif de ce voyage en traîneau est de voyager le plus au sud possible dans le temps limité disponible, sur un terrain inexploré. Par conséquent, plutôt que de se diriger plein sud, ce qui les aurait placés sur les traces d'Amundsen, ils choisissent une route sud-est.

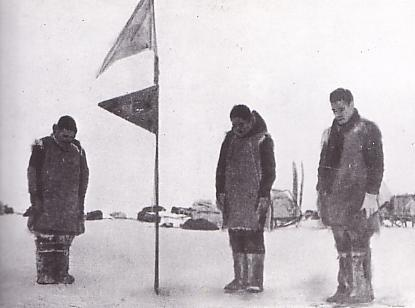
Les hommes à Yamato Yukihara le 29 janvier 1911.

Vêtu de vêtements et de chaussures inadéquats et sans expérience des voyages polaires, l'équipe part à midi le 20 janvier. Les hommes doivent faire face à des conditions météorologiques extrêmes et sont arrêtés après seulement 13 kilomètres,. Le lendemain, ils sont confinés par le temps dans leurs tentes. Reprenant le 22 janvier, au cours des jours suivants, ils se battent contre des vents violents et des blizzards, tandis que la température tombe à −25 °C. Certains des chiens ne peuvent continuer, boitant ou étant gelés.
Le 28 janvier, ils calculent qu'ils ont parcouru 250 kilomètres et que leur position est de 80°5'S, 156°37'O. Là, ils enterrent une boîte contenant les noms des membres du groupe et y hisse le drapeau du Japon. La zone environnante est nommée par Shirase comme Yamato Yukihara (« plaine de neige japonaise »). Après une brève cérémonie et un salut à l'Empereur du Japon, le groupe commence son voyage de retour à la base,,. Les conditions météorologiques sont beaucoup plus favorables et ils parcourent la distance en trois jours, soit ce qui est peut-être le voyage polaire en traîneau le plus rapide de l'époque. Arrivés à leur camp de base le 31 janvier, ils se remettent de leurs efforts en dormant pendant 36 heures,.

### Terre du Roi-Édouard-VII
Après avoir quitté le groupe de Shirase, le Kainan Maru navigue vers l'est, arrivant au large de la côte de la terre du Roi-Édouard-VII le 23 janvier à 76°56'S, 155°55'O,,. Deux groupes débarquent à terre pour explorer ce qu'ils pensent être un territoire vierge, ignorant qu'une équipe de l'expédition d'Amundsen, dirigée par Prestrud, est entrée dans cette zone depuis la barrière l'année précédente,. Les Japonais sont cependant les premiers à débarquer avec succès sur la terre du Roi-Édouard-VII depuis la mer.
Les deux groupes traversent la banquise et escaladent le mur de glace qui entoure la côte. Un groupe, dirigé par Tomoji Tsuchiya, se dirige vers le sud mais est rapidement arrêté par des glaces infranchissables. L'autre groupe de trois (Nishikawa, Watanabe et Taizumi), fait de meilleurs progrès vers la chaîne Alexandra,, que Scott avait observées depuis la mer en 1902 lors de l'expédition Discovery, et nommées d'après la reine britannique,. Les trois hommes atteignent les contreforts de cette chaîne, mais sont ensuite arrêtés par une crevasse infranchissable,,. Ils érigent un signe enregistrant leur présence, et, après une exploration plus poussée de la région et la collecte d'échantillons de roches — étudiés par la suite par l'université de Tokyo —, retournent au navire.
Le Kainan Maru navigue ensuite plus à l'est, dans une tentative de passer la longitude la plus à l'est — 152e méridien ouest — enregistrée par l'expédition Discovery de Scott. Ils atteignent 151°20'O, dépassant ainsi la marque de Scott d'une distance calculée à 17,3 kilomètres. Sur le chemin du retour vers la baie des baleines, ils s'arrêtent dans une petite baie qu'ils nomment baie d'Okuma en l'honneur du principal soutien de l'expédition. Le 1er février, ils arrivent dans la baie des baleines, mais les conditions de glace les empêchent pendant deux jours de commencer l'embarquement du groupe de Shirase. La détérioration du temps fait de cette opération un processus lourd et précipité, et les hommes laissent donc beaucoup de choses derrière, y compris, au grand désarroi des hommes, tous les chiens,. Shirase restera marqué par le sort de ces chiens abandonnés et il y fera références dans ses prières quotidiennes pour le reste de sa vie. Le Kainan Maru quitte la baie le 4 février,.

### Retour au Japon
Shirase a l'intention de débarquer sur l'île Coulman sur le chemin du retour, mais le temps est trop mauvais et cette idée est abandonnée. Le Kainan Maru arrive à Wellington le 23 mars, où Shirase et un petit groupe quittent le navire pour prendre un bateau à vapeur plus rapide pour rejoindre le Japon, afin de préparer le retour de l'expédition sur place. Après avoir pris du charbon et des provisions, le Kainan Maru quitte Wellington le 2 avril et arrive à Yokohama le 19 juin. Le lendemain, le 20 juin 1912, après un voyage de près de 50 000 kilomètres, il entre dans le port de Tokyo pour un accueil chaleureux,,.

## Postérité

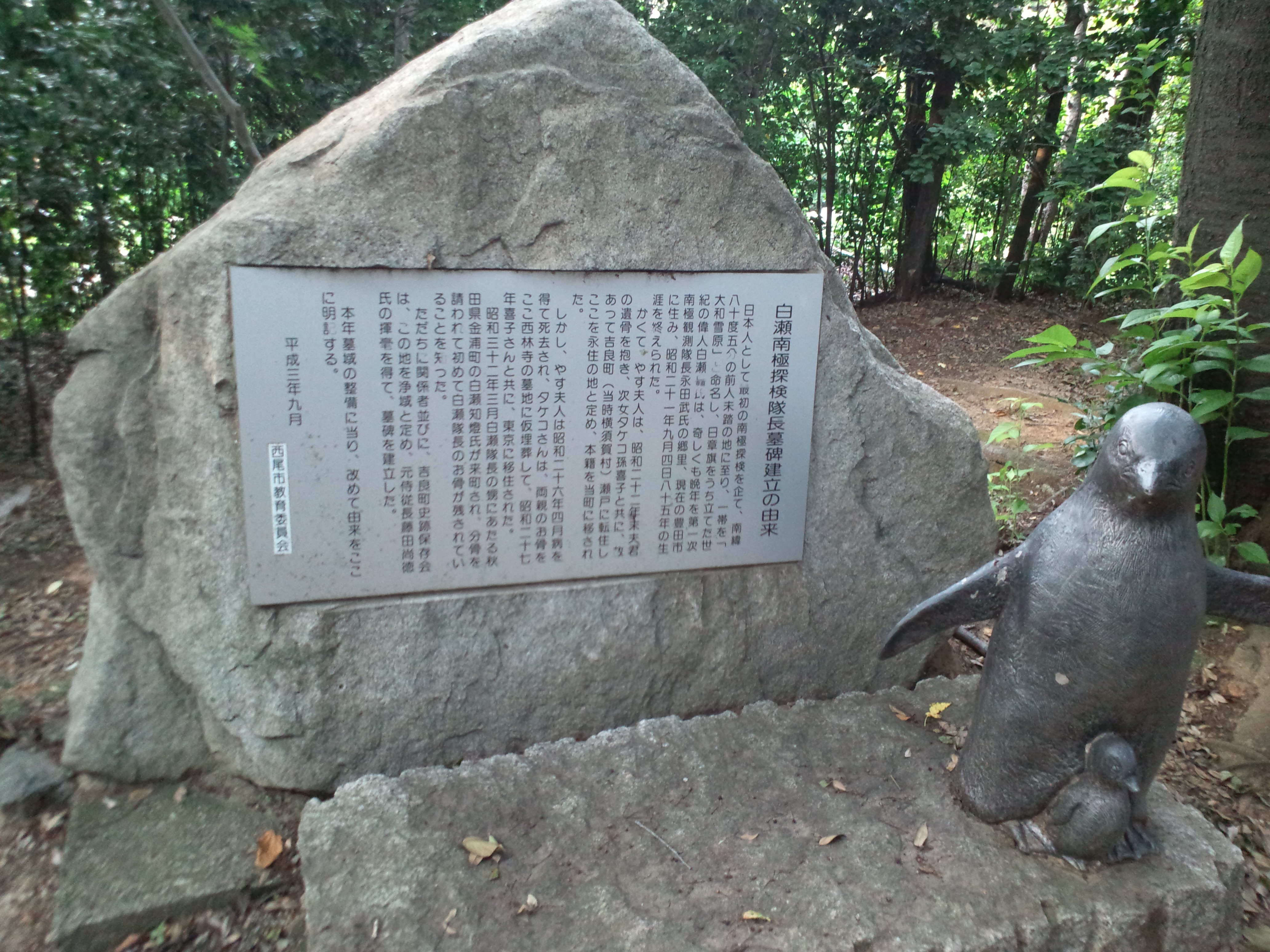
Monument en pierre consacré à l'expédition antarctique japonaise près de la tombe de Shirase Nobu, au, à Nishio, dans la préfecture d'Aichi.

### Réalisations
Malgré le manque d'expérience et l'inadéquation du navire avec l'objectif, l'expédition démontre de manière concluante que les Japonais peuvent monter une expédition en Antarctique. Il n'y a aucun mort ni blessé grave parmi le personnel et tous rentrent sains et saufs,. Hamre loue le sens marin de Nomura comme digne de comparaison avec celui des grands navigateurs.
Bien que souvent traité comme mineure par comparaison aux expéditions simultanées d'Amundsen et de Scott et avec des résultats modestes, l'expédition japonaise réalise plusieurs distinctions notables. Les hommes sont les premiers non européens à explorer l'Antarctique, ils effectuent le premier débarquement depuis la mer sur la terre du Roi-Édouard-VII, où Scott (expédition Discovery en 1902) et Shackleton (expédition Nimrod en 1908) avaient échoué. Le Kainan Maru est emmené plus à l'est le long de la côte que n'importe quel navire précédent, tandis que le voyage en traîneau marque un record de rapidité tout en devenant le quatrième groupe jusqu'à ce moment-là à voyager au-delà du 80e parallèle sud. Les données scientifiques rapportées par l'expédition comprennent des informations importantes sur la géologie de la terre du Roi-Édouard-VII et sur les conditions de glace et météorologiques dans la baie des baleines.

### Réactions
À son retour, l'expédition a droit à une parade à travers Tokyo. Shirase est reçu par la famille impériale et largement célébré. Mais cette renommée s'avère de courte durée car six semaines après le retour triomphal, l'empereur Meiji meurt et éclipse la portée de l'expédition et diminue l'intérêt du public pour celle-ci. Shirase se retrouve accablé par de considérables dettes d'expédition, sans intervention du gouvernement. Il espère lever des fonds substantiels grâce à la vente de son compte rendu d'expédition, mais constate que, dans un Japon en évolution rapide, le goût pour ce type d'histoire d'aventure n'est plus aussi fort qu'auparavant. Il est devenu, comme le dit Stephanie Pain dans son récit du New Scientist « le mauvais type de héros ». Un film documentaire, construit à partir des images de Taizumi, est un succès commercial, mais cela ne profite pas à Shirase, qui avait vendu les droits à une société cinématographique.
Dans le monde entier, l'expédition attire peu d'attention, éclipsée par les drames entourant la rivalité entre Amundsen et Scott et aussi parce que les seuls rapports disponibles sont en japonais, une langue peu comprise en dehors du Japon. En Grande-Bretagne, le secrétaire de la Royal Geographical Society (RGS), John Scott Keltie, hésite même à reconnaître l'expédition japonaise, et aucun rapport n'en paraît dans le journal de la société savante pendant de nombreuses années. L'ancien président de la RGS, Clements Markham, a lui complètement ignoré l'expédition dans son histoire de l'exploration polaire, The Lands of Silence. Le premier récit substantiel en anglais, par Ivar Hamre dans The Geographical Journal, ne paraît qu'en 1933.

## Bilan

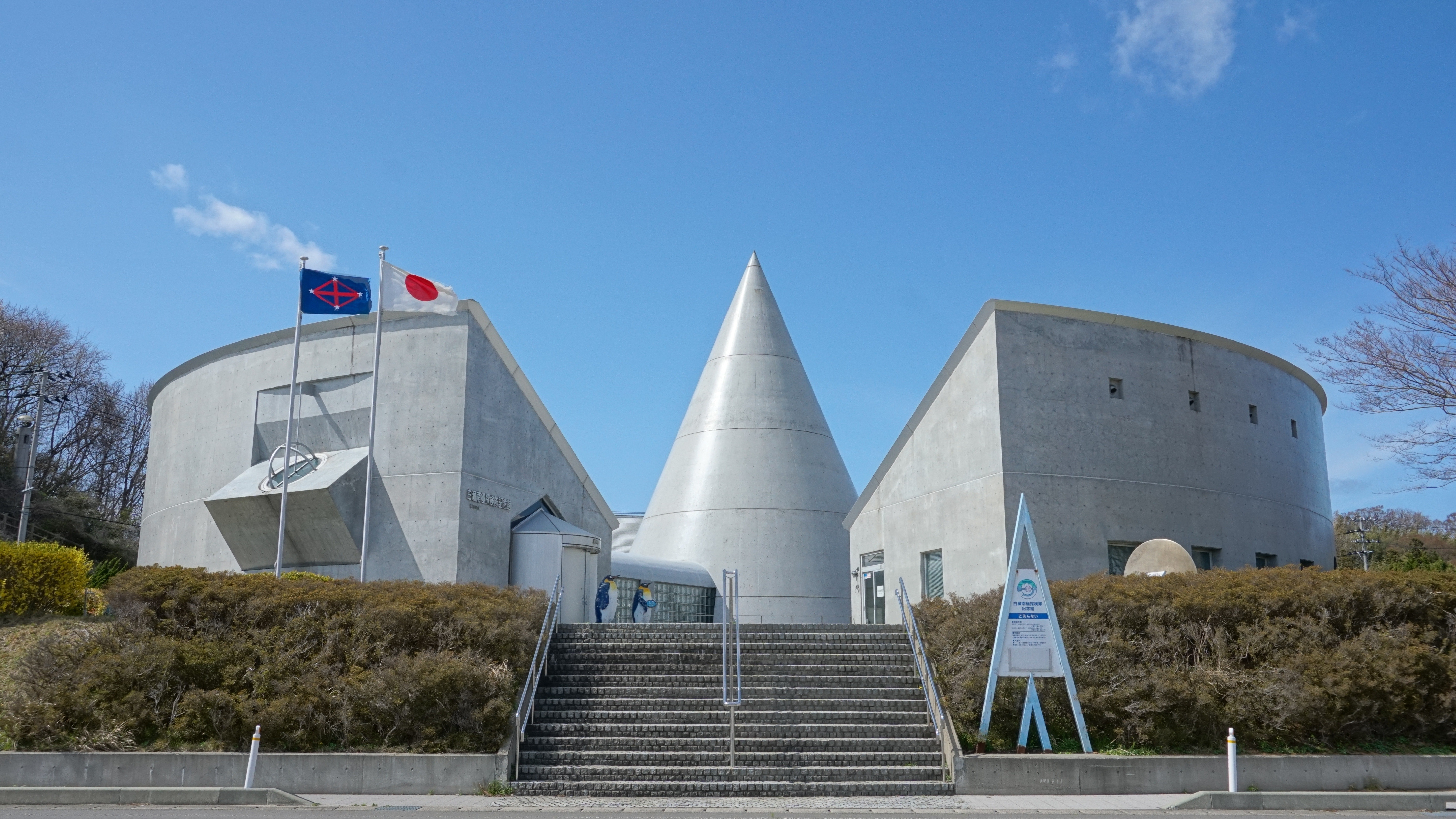
Le mémorial et musée de l'expédition antarctique japonaise, à Nikaho, dans la préfecture d'Akita.

Shirase consacre la majeure partie du reste de sa vie à régler les dettes de l'expédition. Il vend sa maison à Tokyo et déménage aux îles Chishima (îles Kouriles) où il collecte des fonds grâce au commerce de la fourrure de renard. En 1935, les derniers impayés sont remboursés. Shirase reçoit une reconnaissance publique tardive : en 1933, il devient président honoraire du nouvellement formé Institut japonais de recherche polaire. Il meurt toutefois dans un relatif anonymat en 1946.
L'intérêt du Japon pour la recherche antarctique est ravivé en 1956, avec la première Japanese Antarctic Research Expedition (JARE), première expédition d'une série qui est toujours active depuis et dont le navire de recherche actuel s'appelle le Shirase (しらせ). En 1981, la ville natale de Shirase, Nikaho, érige une statue à sa mémoire et en 1990 ouvre un musée consacré à son expédition. En 2011, pour marquer le centenaire de l'expédition, une association ad hoc publie une traduction complète en anglais, par Lara Dagnell et Hilary Shibata, du rapport d'expédition original (Nankyokuki Tanken) de 1913,,.
Plusieurs lieux en Antarctique font référence à Shirase ou à l'expédition : la côte de Shirase, le glacier Shirase, ainsi que la baie d'Okuma et la baie de Kainan. Le navire Kainan Maru, revendu à ses anciens propriétaires, a repris ses fonctions de pêche mais son destin ultérieur est inconnu,.
En 1979, Mary Edgeworth David fait don du sabre de samouraï de son père à l'Australian Museum où elle est une des curiosités. En 2002, une plaque commémorative est placée à Parsley Bay pour célébrer le 90e anniversaire du séjour de l'expédition japonaise là-bas. L'inscription décrit la plaque comme « un symbole d'amitié éternelle entre les deux pays ».

## Bibliographie

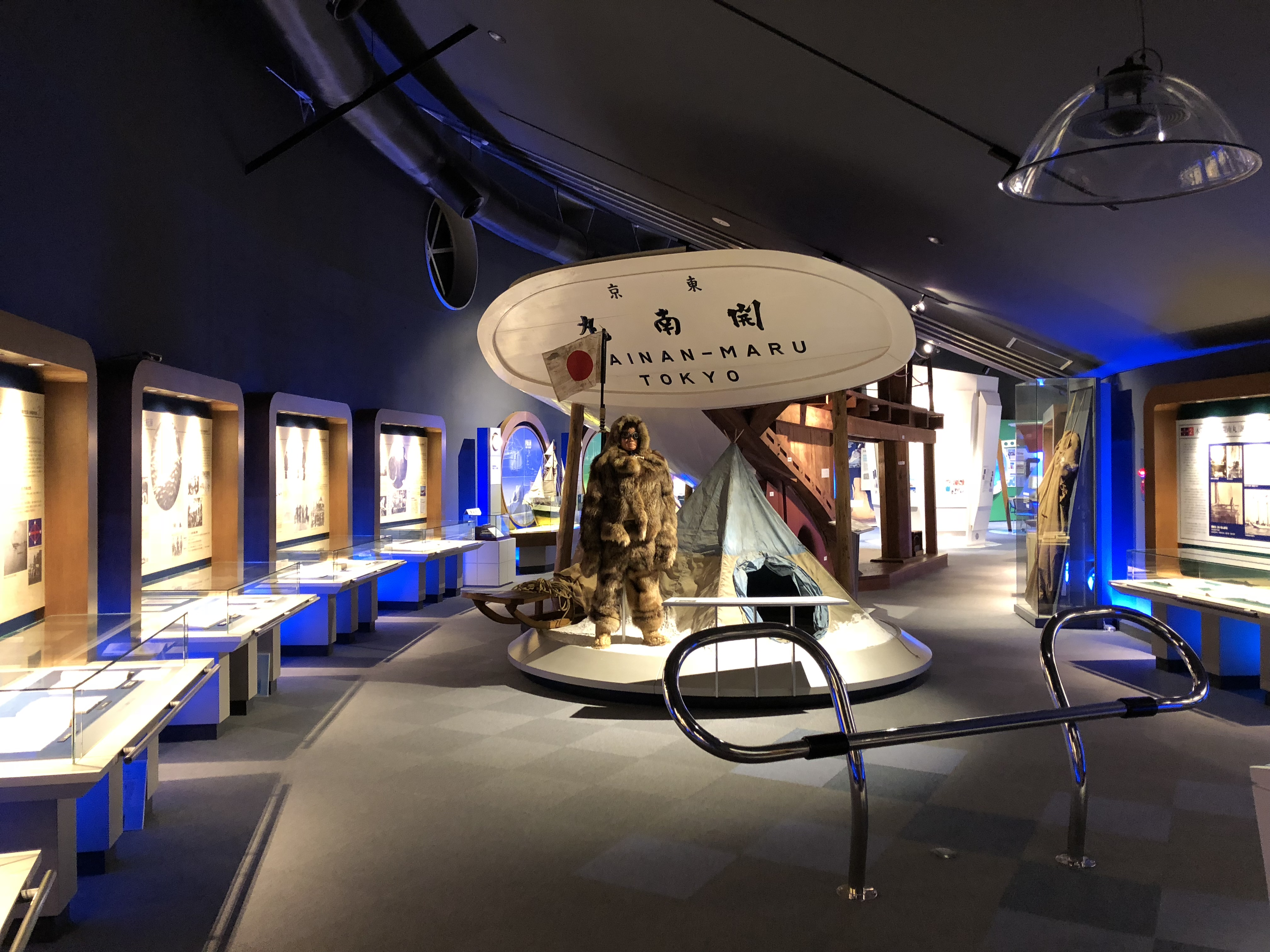
Scénographie intérieure du musée consacré à l'expédition antarctique japonaise.